# パダール島
パダール島（パタールとう、インドネシア語: Pulau Padar）は、インドネシア東部の東ヌサ・トゥンガラ州西部の西マンガライ県の島で、コモド国立公園で3番目に大きい。
西のコモド島、東のリンチャ島に挟まれる。
コモド群島は体長3 mにも及ぶコモドオオトカゲで有名だが、パダール島では既に絶滅している。
地形は起伏が多く、急峻な火山から深い湾まで斜面が続く。乾燥しておりサバンナの丘陵が広がる。
4つの湾を持ち、白だけでなく灰色やピンクの砂浜も存在する。
周辺の海はスキューバダイビングやシュノーケリングの名所である。

## ギャラリー

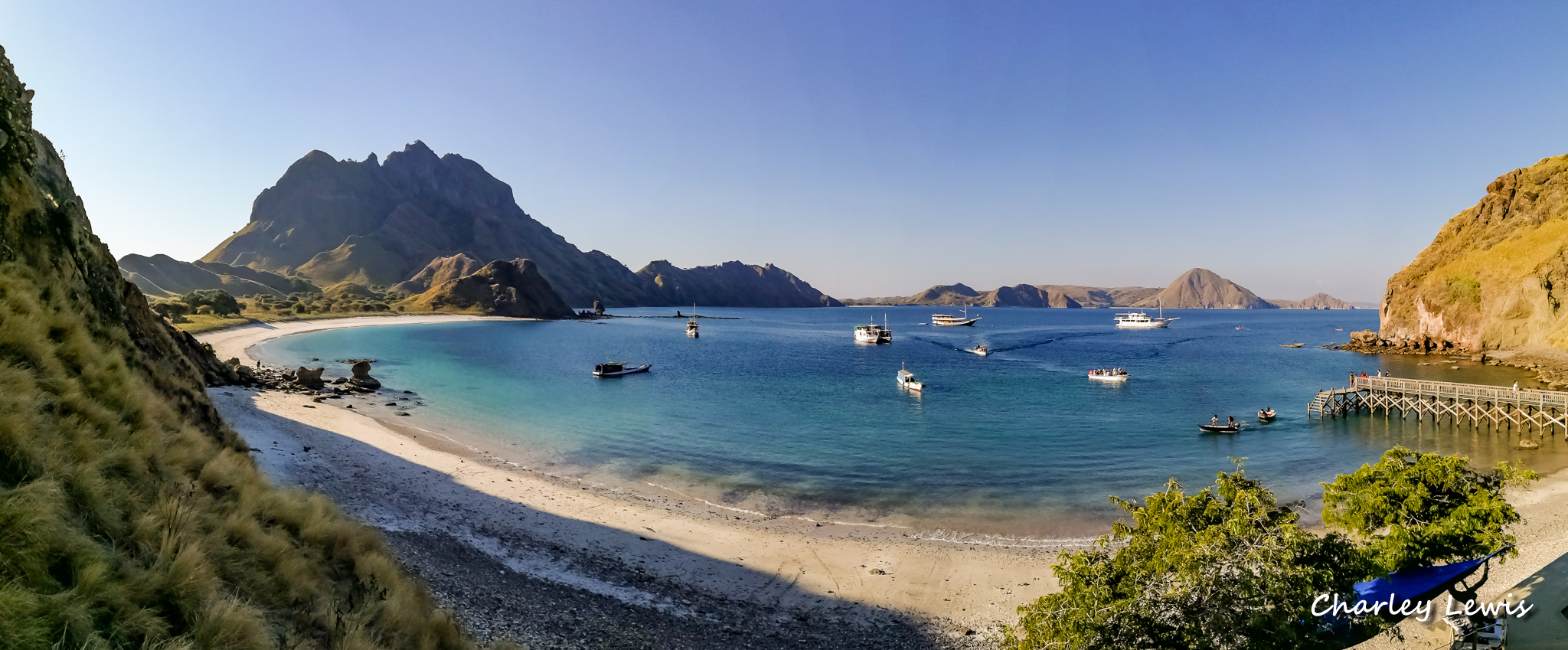
パダール島の浜辺
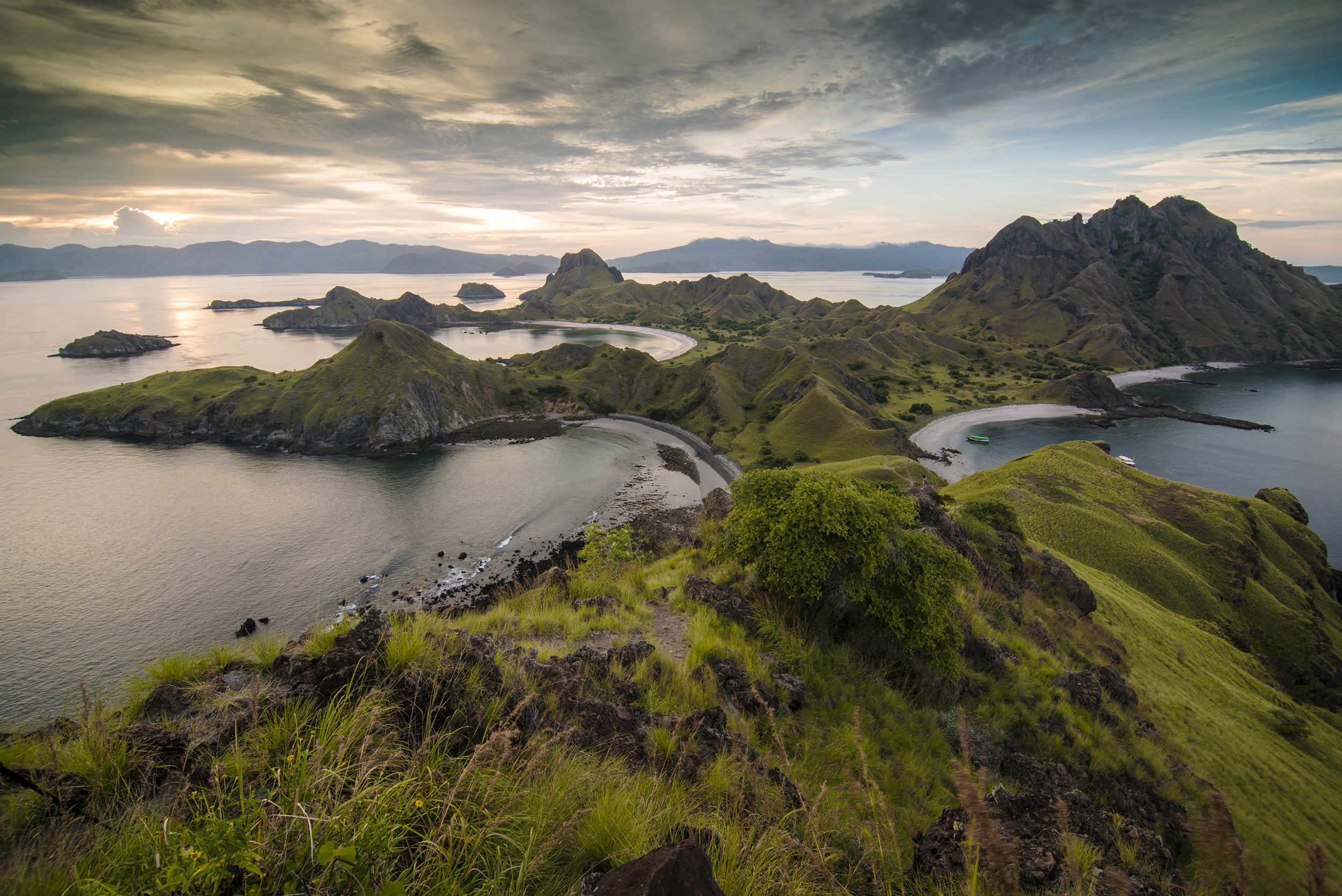
トレッキングで登るパダール島の頂上からの眺め